# Parnaenus cuspidatus
Parnaenus cuspidatus är en spindelart som beskrevs av Pickard-Cambridge F. 1901. Parnaenus cuspidatus ingår i släktet Parnaenus och familjen hoppspindlar. Inga underarter finns listade i Catalogue of Life.